# Leggi coniugate
In economia e in matematica finanziaria, si definiscono leggi coniugate due leggi finanziarie (una di capitalizzazione e una di attualizzazione) quando il capitale iniziale di un montante, ottenuto con una legge di capitalizzazione, coincide con il valore attuale dello stesso montante, calcolato con una legge d'attualizzazione.

## Formule
Questo equivale a dire che, data la legge di capitalizzazione
{\displaystyle M(t)=C\cdot f(t)} , dove {\displaystyle C\ } è il capitale iniziale ed {\displaystyle M\ } il montante in funzione del tempo {\displaystyle t\ },
e data la legge di attualizzazione
{\displaystyle V_{a}(t)=C_{f}\cdot g(t)} , dove {\displaystyle V_{a}\ } è il valore attuale di un capitale {\displaystyle C_{f}\ } disponibile al tempo futuro {\displaystyle t\ },
se si fissa nella legge di capitalizzazione, per il capitale iniziale {\displaystyle C\ }, il valore assunto da {\displaystyle V_{a}\ } ad un dato tempo {\displaystyle {\bar {t}}}:
{\displaystyle C:=V_{a}\left({\bar {t}}\right)}
sussiste allora la relazione:
{\displaystyle M\left({\bar {t}}\right)=C_{f}},
comunque si scelga {\displaystyle {\bar {t}}\geq 0} .
È allora facile verificare che tra {\displaystyle f\ } e {\displaystyle g\ } deve valere:
{\displaystyle g(t)={\frac {1}{f(t)}}}
Infatti, sostituendo, nella legge di capitalizzazione, a {\displaystyle M\left({\bar {t}}\right)} il valore corrispondente {\displaystyle C_{f}\ } e a {\displaystyle C\ } il valore corrispondente  {\displaystyle V_{a}\left({\bar {t}}\right)}, si ottiene:
{\displaystyle C_{f}=V_{a}\cdot f({\bar {t}})},
da cui
{\displaystyle V_{a}({\bar {t}})=C_{f}\cdot {\frac {1}{f({\bar {t}})}}}
Poiché tuttavia questo vale per ogni {\displaystyle {\bar {t}}\geq 0}, possiamo scrivere:
{\displaystyle V_{a}(t)=C_{f}\cdot {\frac {1}{f(t)}}}
e da qui l'asserto.

## Condizioni
A questo punto appare evidente, seppure non esplicitato in quanto detto finora, che affinché le due leggi, di capitalizzazione e di attualizzazione, risultino coniugate, occorre che i regimi finanziari che esse applicano siano equivalenti o, più esattamente, tra loro coniugati, così come coniugati devono essere i rispettivi tassi di interesse e di sconto.
Partiamo a tal fine dalla relazione di equivalenza:
{\displaystyle I(t)\ =D(t)\ =M(t)\ -C\ =C_{f}-V_{a}(t)}
da cui
{\displaystyle I(t)\ =D(t)\ =C\cdot [f(t)-1]}
ed anche
{\displaystyle I(t)\ =D(t)\ =C_{f}\cdot [1-g(t)]}
passando ora alle definizioni di tasso di interesse di periodo:
{\displaystyle i(t)\ ={\frac {I(t)}{C}}={\frac {M(t)}{C}}-1=f(t)-1}
e di tasso di sconto di periodo:
{\displaystyle d(t)\ ={\frac {D(t)}{C_{f}}}={\frac {C_{f}\cdot [1-g(t)]}{C_{f}}}=1-g(t)=1-{\frac {1}{f(t)}}}
Da qui, ricavando nelle due relazioni {\displaystyle f(t)\ }:
{\displaystyle f(t)\ =i(t)+1}
{\displaystyle f(t)\ ={\frac {1}{1-d(t)}}}
otteniamo la relazione che lega {\displaystyle i(t)\ } a {\displaystyle d(t)\ } :
{\displaystyle i(t)={\frac {1}{1-d(t)}}-1} e quindi:
{\displaystyle i(t)={\frac {d(t)}{1-d(t)}}}
Diamo infine il prospetto di corrispondenza tra regimi di capitalizzazione e regimi di attualizzazione ad essi coniugati:
Regime di capitalizzazione semplice {\displaystyle \Longleftrightarrow }  regime di attualizzazione a sconto semplice (o razionale)
{\displaystyle M(t)=C(1+it)\Longleftrightarrow V_{a}(t)={\frac {C_{f}}{1+it}}}
Regime di capitalizzazione a interesse composto {\displaystyle \Longleftrightarrow } regime di attualizzazione a sconto composto
{\displaystyle M(t)=C(1+i)^{t}\Longleftrightarrow V_{a}(t)={\frac {C_{f}}{(1+i)^{t}}}}
Regime di capitalizzazione a interesse anticipato {\displaystyle \Longleftrightarrow } regime di attualizzazione a sconto commerciale
{\displaystyle M(t)=C{\frac {1}{1-dt}}\Longleftrightarrow V_{a}(t)=C_{f}(1-dt)}